# Aurelius Conanus

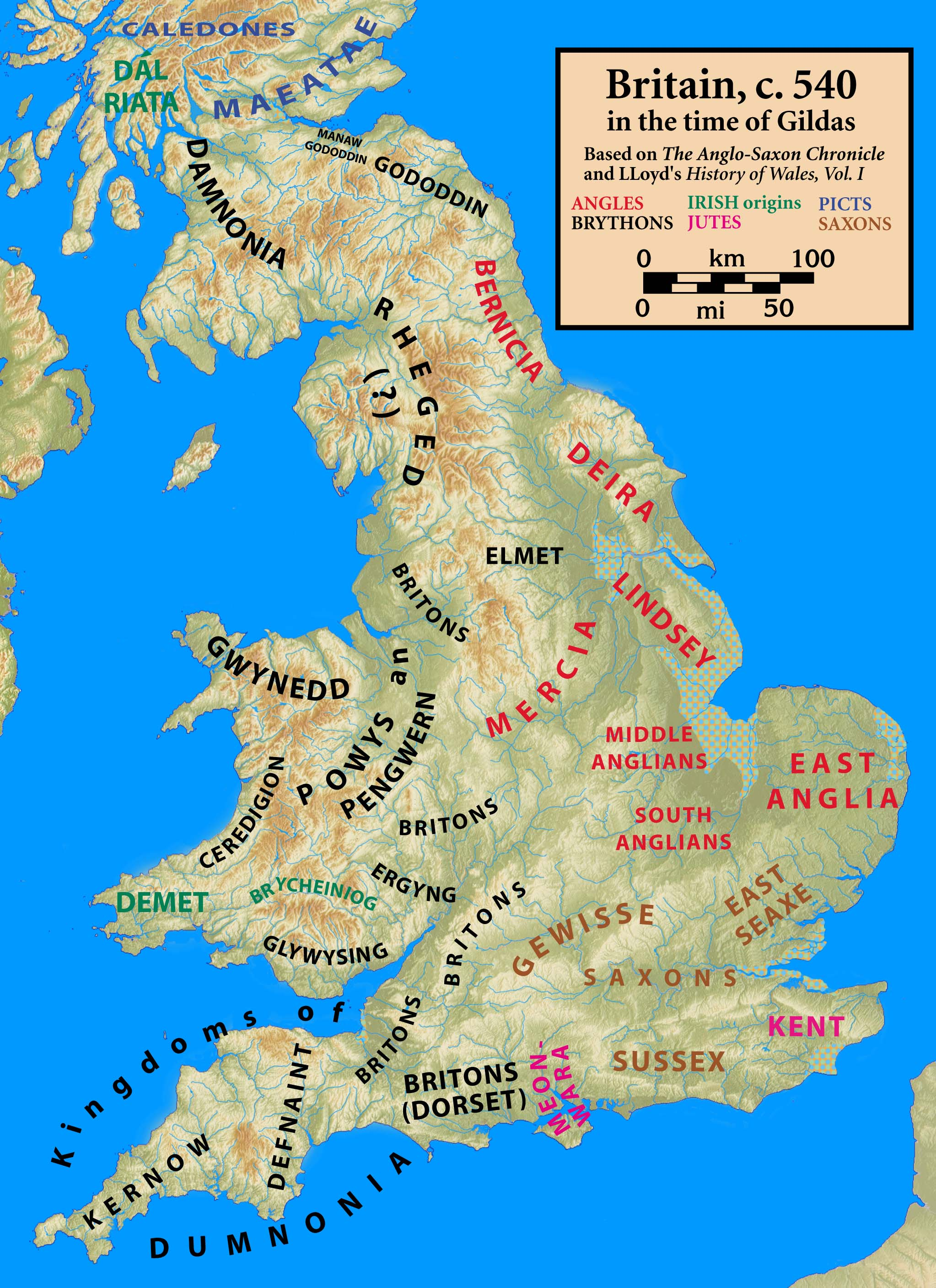
Brytania około 540, czyli w czasach Gildasa. Królestwo Powys, gdzie według niektórych historyków zamieszkiwał Aurelius Conanus znajduje się w dzisiejszej wschodniej Walii

Aurelius Conanus bądź Aurelius Caninus (język walijski: Cynan Wledig)  – brytyjski król rządzący w pierwszej połowie VI wieku najprawdopodobniej na terenie dzisiejszej Walii.

## Relacja Gildasa

### Opis Aureliusa Conanusa
Jedyne źródło, które wspomina na jego temat nosi tytuł De Excidio et Conquestu Britanniae i jest autorstwa Gildasa Mędrca. W rozdziale 30 dzieła Gildas wymienia liczne grzechy władcy, podobnie jak czyni to w przypadku czterech innych królów, czyli Vortipora, Cuneglasa, Maelgwna Gwynedda, oraz Konstantyna z Brytanii. Wszyscy oni zostali porównani do biblijnych bestii. Aurelius został nazwany pomiotem lwa. Gildas potępił jego morderstwa, cudzołóstwa i wezwał go do odpokutowania za swoje występki, zanim skończy jak reszta jego rodziny, która zmarła postępując wcześniej podobnie jak Aurelius.

### Krytyka źródła
Nie jest jasne w której części Brytanii dokładnie Aurelius rządził. Historyk John Edward Lloyd sugeruje, że forma Caninus, pojawiająca się w jednym z rękopisów manuskryptu De Excidio et Conquestu Britanniae  może być źle zapisanym słowem Cana(g)nus, lub Cynan wywodzącym się z języka walijskiego. Jeżeli ta hipoteza jest prawdziwa, Aureliusa można identyfikować z postaciami, które żyły w tamtym czasie i nosiły takie samo imię, jak Cynan Garwyn – król Powys, lub jego krewny Cynan ab Millo. Lloyd sugeruje powiązanie zdegenerowanych władców z Ambrosiusem Aurelianusem, wspomnianym przez Gildasa w rozdziale 25. Gdyby w przypadku Aureliusa Conanusa ta hipoteza była prawidłowa, jego królestwo znajdowałoby się na terenach zajętych później przez Anglosasów w wyniku ich późniejszych podbojów.

## Historia Regum Britanniae
W XII wieku Geoffrey z Monmouth wykorzystał postać Aureliusa w swoim pseudohistorycznym dziele pod tytułem Historia Regum Britanniae, dodając mu fikcyjny życiorys. Geoffrey uczynił z Aureliusa siostrzeńca króla Konstantyna, którego zabił po trzech latach jego rządów. Królestwo powinno wówczas przypaść w udziale innemu, nieznanemu z imienia wujowi Aureliusa, jednak Aurelius wszczął wojnę domową i uwięził krewniaka i wymordował jego synów. Aurelius Conanus według Geoffreya rządził tylko dwa lata, po czym zmarł i wtedy rządy objął Vortipor.